# Conrad Bürgi
Conrad Bürgi (* 9. Juni 1874 in Arth; † 13. September 1945 in Weggis) war ein Schweizer Politiker (CVP).

## Leben
Bürgi besuchte in Sarnen das Kollegium und promovierte an der Universität Zürich. Ab 1918 führte er eine Privatpraxis für Chirurgie in Zürich.
In den Jahren 1899/1900 war Bürgi Zentralpräsident des Schweizerischen Studentenvereins und Gründungsmitglied des Club Felix, einer Vereinigung katholischer Akademiker in Zürich, der er von 1919 bis 1923 als erster Präsident vorstand. Weiter war er Vorstandsmitglied des Katholischen Schulvereins Zürich und Mitglied der Zunft Hottingen.
Als Mitglied der Christlichsozialen Partei (CSP) war Bürgi Gemeinderat in Wädenswil und von 1931 bis 1940 sass er im Zürcher Kantonsrat, in welchem er 1939 als erster Christlichsozialer Ratspräsident war. Von 1936 bis 1940 war er Präsident der kantonalen CSP, für die er von 1939 bis 1943 Nationalrat. Weiter war er im Bankrat der Zürcher Kantonalbank.